# Белань (Ковасна)
Белань, Белані (рум. Belani) — село у повіті Ковасна в Румунії. Входить до складу комуни Поян.
Село розташоване на відстані 183 км на північ від Бухареста, 39 км на північний схід від Сфинту-Георге, 65 км на північний схід від Брашова.

## Населення
За даними перепису населення 2002 року у селі проживали 487 осіб, з них 482 особи (99,0%) угорців.
Рідною мовою назвали:
| Мова      | Кількість осіб | Відсоток |
| --------- | -------------- | -------- |
| угорська  | 482            | 99,0%    |
| румунська | 5              | 1,0%     |